# Cultura da Guiné
A cultura da Guiné se estabeleceu no mundo através dos djembefolás (tocadores de djembê), como o Mamady Keita, que expandiu a cultura do país através do mundo. Não só Mamady como Adama Dramé, Famoudou Konatê e sua filha Fanta Konatê (cantora guineana conhecida), e muitos outros djembefolás têm seus nomes conhecidos no mundo. A cultura é chamada Mandingue.
Dentre os estilos musicais, podemos citar o Dununbá.
Esta cultura está crescendo no Brasil, contando com inúmeros djembefolás no mundo inteiro. Eles tocam nos maracatus, nos afoxés e nos diversos ritmos africanos espalhados pelo Brasil.